# エイス・フッド
エイス・フッド (英: Ace Hood、本名: Antoine McColister、1988年5月11日 - ) は、アメリカ合衆国フロリダ州出身のラッパー、ソングライター。

## 生い立ち
1988年5月11日、アメリカ合衆国フロリダ州にて生まれる。その後、地元の高校へ通うようになったが、アメリカンフットボールが原因で怪我をしてしまう。それをキッカケに本格的にラップ活動を行うようになった。

## 略歴

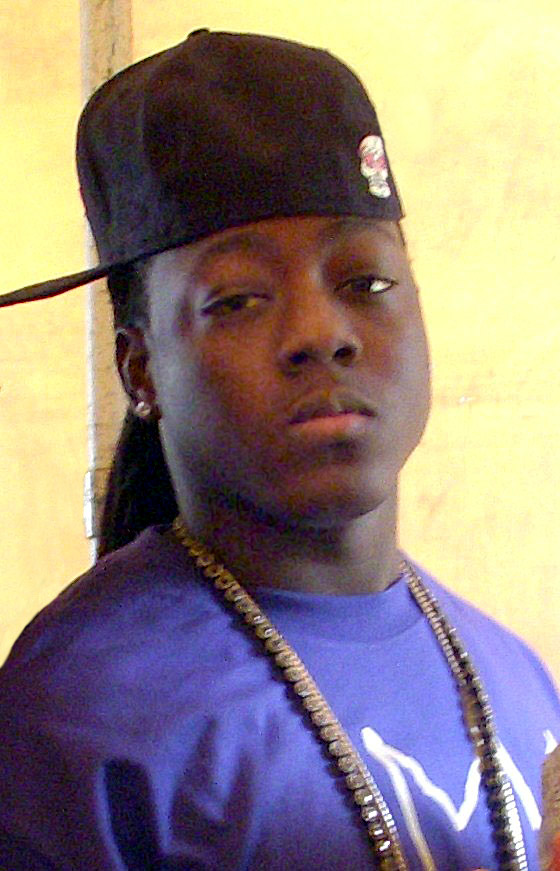
Ace Hood（2008年）

2007年にDJ Khaledと出会い、気に入れられた後に彼の主催するレーベル「We the Best」と契約。
2008年11月28日、デビューアルバム『Gutta』をリリースし、全米ビルボードアルバムチャートにて初登場36位を記録。
2009年6月30日、2ndアルバム『Ruthless』をリリースし、全米ビルボードアルバムチャートにて初登場23位を記録。
2011年8月9日、3rdアルバム『Blood, Sweat & Tears』をリリースし、全米ビルボードアルバムチャートにて、自身最高の初登場8位を記録。その後、キャッシュ・マネー・レコードと契約。
2013年7月16日、4thアルバム『Trials & Tribulations』をリリース。
2020年5月29日、5thアルバム『Mr. Hood』をリリース。

## ディスコグラフィー
スタジオ・アルバム
- Gutta (2008年)
- Ruthless (2009年)
- Blood, Sweat & Tears (2011年)
- Trials & Tribulations (2013年)
- Mr. Hood (2020年)